# Margunn Haugenes
Margunn Haugenes (* 25. Januar 1970 in Eikefjord; als Margunn Humlestøl) ist eine ehemalige norwegische Fußballspielerin, die an einer Weltmeisterschaft und drei Europameisterschaften teilnahm und in beiden Turnieren jeweils einmal das Finale erreichte. Im Jahr 2000 gewann sie mit ihrer Mannschaft die olympische Goldmedaille sowie zweimal das Turnier um den Algarve-Cup.

## Karriere

### Vereine
Haugenes begann für den in ihrem Geburtsort in der Kommune Flora in der Provinz Sogn og Fjordane ansässigen Eikefjord Idrettsklubb mit dem Fußballspielen. Im weiteren Verlauf war sie bis zum Spielzeitende 1989 für den in Kaupanger ansässigen Kaupanger Idrettslag aktiv. Dem Jugendalter entwachsen und nach Asker in die Provinz Akershus gelangt, spielte sie für Asker Fotball, der Frauenfußballabteilung des Asker SK, von 1990 bis 1993 das erste Mal im Seniorinnenbereich. Anschließend gehörte sie dem IL Sandviken in den Spielzeiten 1994 und 1995 an, bevor sie vom Liganeuling Bjørnar IL unter Vertrag genommen wurde. In ihrer Premierensaison 1997, in denen sie in neun Punktspielen eingesetzt wurde, gab sie ihr Pflichtspieldebüt am 27. April beim 2:2-Unentschieden im Heimspiel gegen den Setskog/Høland FK über 90 Minuten. Bei diesem Verein gelang ihr in der Rückrunde am 20. Juli mit dem 2:1-Siegtreffer in der 55. Minute ihr erstes Tor im Seniorinnenbereich. Bis zum Ende der Spielzeit 2000 erzielte sie in 53 weiteren Punktspielen 21 Tore. Die Mannschaft erreichte im Jahr 2000 das erste Mal das Pokalfinale, in dem sie jedoch dem Asker Fotball mit 0:4 unterlegen war.
Die Möglichkeit das erste Mal im Ausland Fußball zu spielen ergriff sie und kam in zwei Saisonen für den FC Fulham in der National Division, der seinerzeit höchsten Spielklasse im englischen Frauenfußball, zum Einsatz. Am Ende ihrer zweiten Saison gewann sie mit der Mannschaft die Meisterschaft, die bis heute einzige für die Frauenfußballmannschaft, dazu den nationalen Vereinspokal und den Ligapokal, die beide auch im Jahr zuvor gewonnen wurden.
Nach Norwegen zurückgekehrt, gehörte sie in einem Zeitraum – mit zweimaligen Unterbrechungen – von 2004 bis 2016 dem Amazon Grimstad FK an, mit dem ihr 2005 der erstmalige Aufstieg in die höchste Spielklasse gelang. Nachdem ihr Verein (seinerzeit ohne ihre Zugehörigkeit) den Abstieg 2013 und 2014 erst nach den jeweils beiden Relegationsspielen abwenden konnte, stieg er am Ende der Spielzeit 2015 ab. In der zweitklassigen 1. Divisjon 2016 unterstützte sie ihren ehemaligen Verein in sechs Punktspielen, bevor sie in der Spielzeit 2017 beim Medkila Idrettslag endgültig ihre Spielerkarriere beendete.

### Nationalmannschaft
Als Nationalspielerin für den NFF debütierte sie in der U16-Nationalmannschaft – als Einwechselspielerin für Torill Solvig Olsen – die am 25. September 1986 in Lillestrøm der U16-Nationalmannschaft Israels im Freundschaftsspiel mit 0:2 unterlegen war. Vier Jahre später kam sie für die U20-Nationalmannschaft in Uppsala beim 5:1-Sieg über die U20-Nationalmannschaft Finnlands und bei der 1:2-Niederlage gegen die U20-Nationalmannschaft Schwedens zum Einsatz.
Für die A-Nationalmannschaft bestritt sie in zwölf Jahren 79 Länderspiele, in denen sie 13 Tore erzielte. Ihr Debüt erfolgte am 21. März 1990 in Agia Napa (Zypern) im ersten von drei Spielen um den Open-Nordic-Cup, als Alternative zu den (seit 1982 nicht mehr ausgetragenen) Nordischen Meisterschaften, beim 1:0-Sieg über die Nationalmannschaft Finnlands. An diesem Turnier nahm sie in den Jahren 1991 (3 Spiele, 1 Tor) und 1992 (2/0) ebenfalls teil. Am Turnier um den Algarve-Cup nahm sie 1997 (3/0), 1998 (4/1), 2000 (4/0) und 2001 (4/1) teil, den sie mit ihrer Mannschaft in den ersten beiden Jahren gewann.
Des Weiteren war sie mit ihrer Mannschaft im Turnier um den Kanada-Pokal 1990 in Winnipeg vertreten, in dem sie am 29. Juli im Finale bei der 2:4-Niederlage gegen die US-amerikanische Nationalmannschaft eingesetzt wurde, wie auch im Turnier um den U.S. Cup 1995, in dem sie in allen drei Spielen berücksichtigt wurde (2:0 vs. Australien am 30. Juli, 12:1 vs. Taiwan am 2. August (mit dem Führungstor zum 1:0 in der vierten Minute), 1:2 vs. USA am 6. August) sowie auch im Turnier anlässlich des 100-jährigen Bestehens des DFB (0:1 vs. USA am 16. Juli, 4:1 vs. Deutschland am 19. Juli (2 Tore), 1:0 vs. China am 22. Juli). Am 28. und 29. Mai 1997 bestritt sie zwei Länderspiele im Rahmen eines Drei-Nationen-Turniers beim 3:0-Sieg über die Nationalmannschaft Deutschlands und beim 1:1 gegen die Nationalmannschaft Dänemarks jeweils in Kopenhagen, sowie drei Spiele im Vier-Nationen-Turnier 1998 in Guangzhou; im ersten Spiel gegen die Nationalmannschaft Chinas gelang ihr beim 2:1-Sieg mit dem Treffer zum 1:1 in der 34. Minute ein Tor.
Ein weiteres Turnier an dem sie mit ihrer Mannschaft teilnahm, war das olympische Fußballturnier 2000, in dem sie das letzte Spiel der Gruppe F (Siegtor zum 2:1 vs. China) und das mit 1:0 gewonnene Halbfinale gegen die Nationalmannschaft Deutschlands bestritt sowie das mit 3:2 nach Golden Goal erfolgreiche Finale gegen die US-amerikanische Nationalmannschaft.
Sie bestritt ferner sechs WM-Qualifikationsspiele, in denen ihr ein Tor gelang und gehörte bei der Premiere der (für Frauen offiziellen) Weltmeisterschaft 1991 dem Kader an. Ihr erstes WM-Endrundenspiel bestritt sie am 19. November beim 4:0-Sieg über die Nationalmannschaft Neuseelands mit dem zweiten Spiel der Gruppe A; ihr zweites Turnierspiel wurde mit 3:2 n. V. gegen die Nationalmannschaft Italiens im Viertelfinale gewonnen. Sie bestritt acht EM-Qualifikationsspiele und bestritt insgesamt sieben EM-Endrundenspiele – 1991 (2/0), 1997 (3/0), 2001 (2/0). In Länderspielen, die in Freundschaft ausgetragen wurden, kam sie 18 Mal zum Einsatz, in denen sie vier Tore erzielte. Ihr erstes von 13 Länderspieltoren war der 1:0-Siegtreffer in der 85. Minute gegen die Nationalmannschaft Finnlands im portugiesischen Tróia bei ihrer zweiten Teilnahme um den Open-Nordic-Cup im zweiten Turnierspiel. Ihr letztes A-Länderspiel endete am 4. Juli 2001 in Ulm mit der 0:1-Niederlage im EM-Halbfinale gegen die Nationalmannschaft Deutschlands.

## Erfolge
Nationalmannschaft
- Finalist Weltmeisterschaft 1991
- Finalist Europameisterschaft 1991, Halbfinalist 2001
- Olympiasieger 2000
- Algarve-Cup-Sieger 1997, 1998, -Finalist 2000

FC Fulham
- Englischer Meister 2003
- Englischer Pokalsieger 2002, 2003
- Englischer Ligapokalsieger 2002, 2003

Arna-Bjørnar IL
- Norwegischer Pokal-Finalist 2000

Asker Fotball
- Norwegischer Meister 1991, 1992
- Norwegischer Pokal-Sieger 1990, 1991